# Mitología cristiana

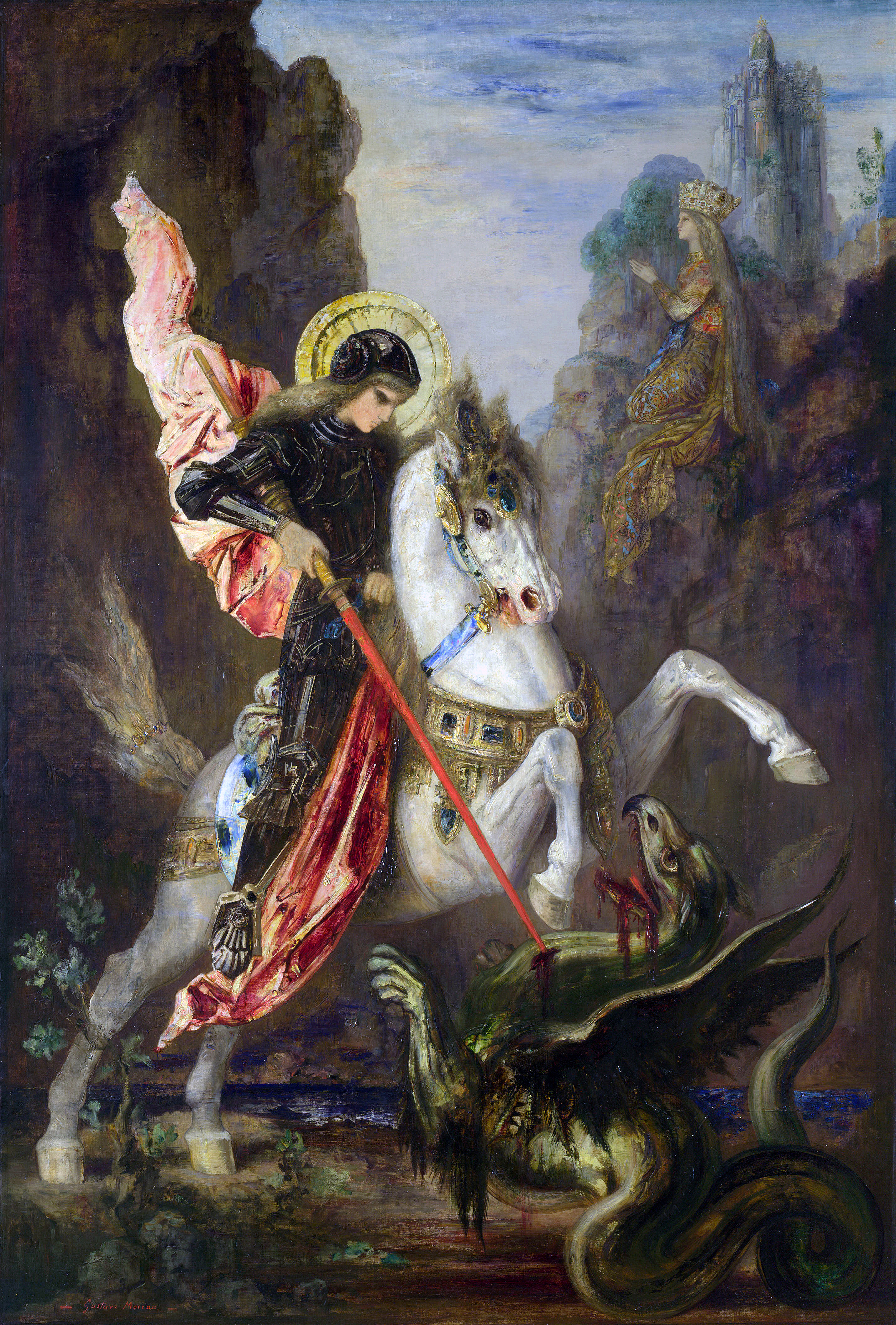
San Jorge y el Dragón, de Gustave Moreau.

La mitología cristiana es el cuerpo de narraciones tradicionales asociadas con el cristianismo desde una perspectiva mitográfica. En el estudio de la mitología, el término «mito» se refiere a una historia tradicional, considerada como sagrada, que demuestra cómo funciona el mundo y sus habitantes llegaron a tener su forma actual.
Estas narraciones tradicionales incluyen, pero no se limitan, a las historias contenidas en la Biblia.
La mayoría de los estudiosos cristianos consideran que en la Biblia no hay ningún mito, pero que en ella se encuentran elementos míticos, tanto en el Antiguo como en el Nuevo Testamento. Para el cristianismo, la revelación se ha dado a través de hechos históricos, y en particular en un personaje histórico, Jesús de Nazaret. Pero el mensaje de la revelación se ha expresado en lenguaje humano: de ahí que en las formas de expresión bíblicas se encuentren figuras y expresiones del mundo mítico, que son utilizadas sin apropiarse del mito como tal (por ejemplo, Isaías 27:1; Isaías 51:9).

## Actitudes cristianas hacia el mito
Los primeros escritores cristianos evitaron utilizar el término «mito» para las historias de las escrituras canónicas. En la época en la que vivió Jesús de Nazaret, el mundo grecorromano había empezado a utilizar la palabra griega μύθος (mito en español) para referirse a «fábula, ficción, mentira».
Los primeros cristianos contrastan sus historias sagradas con los «mitos», (para ellos), historias falsas y paganas. Pablo advirtió a Timoteo que no tuviera ninguna relación con dichos relatos y le dijo: «Rechaza las leyendas profanas y otros mitos semejantes» (1 Timoteo 4,7). Este significado de mito pasó al uso popular. Sin embargo, algunos investigadores cristianos en la actualidad han hecho el intento de rehabilitar el término «mito» fuera del ámbito académico, describiendo historias en las escrituras canónicas (especialmente la historia de Cristo) como «mito verdadero».
Sin embargo, otros autores cristianos afirman que las narrativas cristianas no deberían clasificarse como «mito». La oposición al término «mito» proviene de una variedad de fuentes: la asociación del término «mito» con el politeísmo, el uso del término «mito» para indicar la falsedad o no historicidad, y la falta de una definición acordada de «mito».
Algunos de estos estudiosos son C. S. Lewis y Andrew Greeley.
En el cristianismo contemporáneo, la conveniencia de describir narrativas cristianas como «mito» es motivo de desacuerdos. George Every afirma que la existencia de «mitos en la Biblia ahora deben ser admitidos por casi todo el mundo», incluyendo «probablemente todos los católicos romanos y la mayoría de los protestantes».
Como ejemplos de los mitos bíblicos, Every cita el relato de la creación en Génesis 1 y 2 y la historia de la tentación de Eva.

## Desarrollo histórico

### Antiguo Testamento

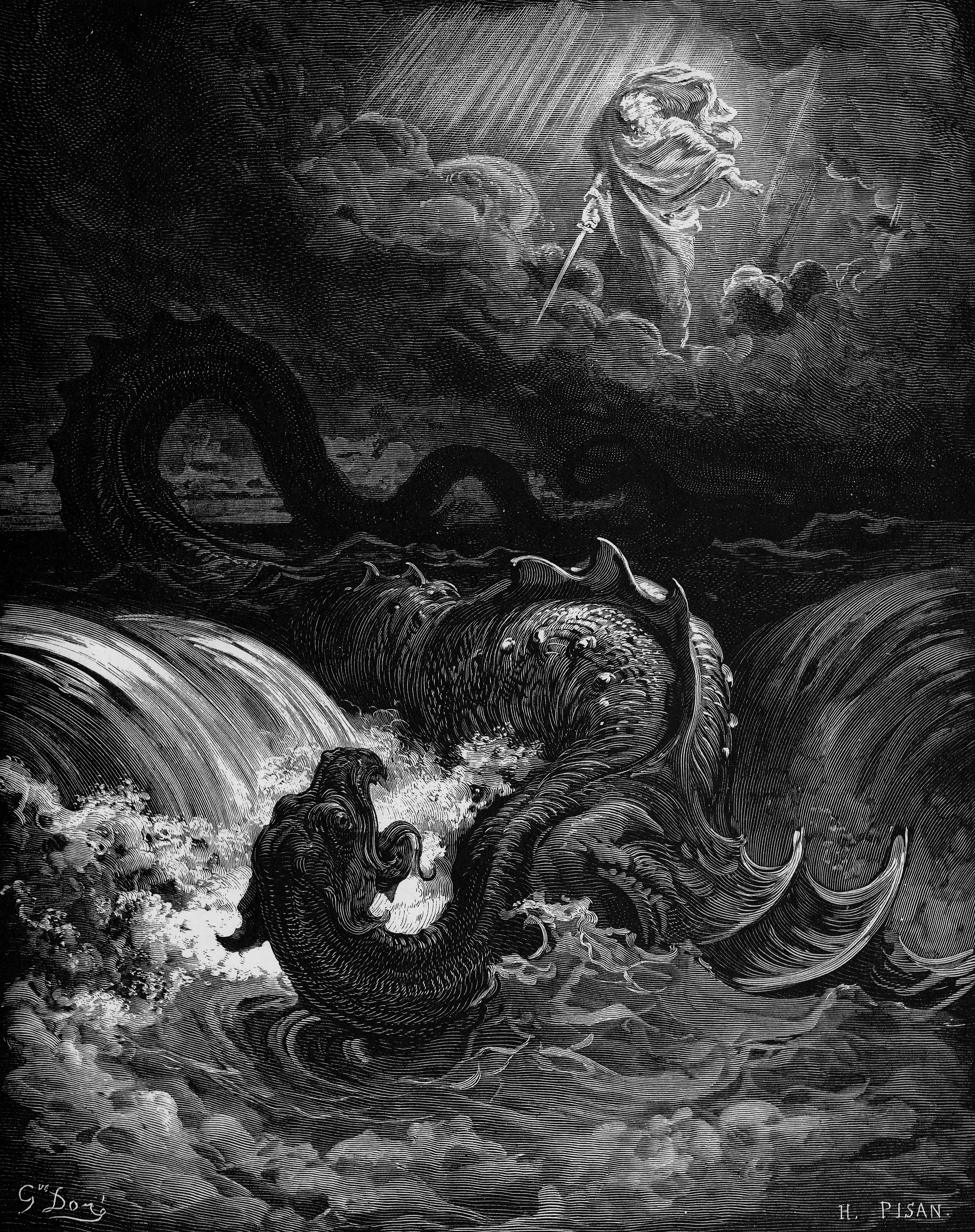
Destrucción de Leviatán. 1865 grabado por Gustave Doré

Según Bernard McGinn, los «patrones míticos», como «la lucha primordial entre el bien y el mal» aparecen en los pasajes en la Biblia hebrea, incluyendo pasajes que describen acontecimientos históricos.
Citando a Paul Ricoeur, McGinn sostiene que una característica distintiva de la Biblia Hebrea es su «reinterpretación del mito sobre la base de la historia».
Como ejemplo, McGinn cita el apocalipsis en el Libro de Daniel, que él ve como un registro de acontecimientos históricos que se presenta como una profecía de eventos futuros, expresados en términos de «estructuras míticas», con «el reino helenístico figurado como un monstruo aterrador que no puede dejar de recordar [el mito pagano del Cercano Oriente] el dragón del caos».
Mircea Eliade sostiene que las imágenes utilizadas en algunas partes de la Biblia hebrea reflejan una «transfiguración de la historia en mito». por ejemplo, dice Eliade, la representación de Nabucodonosor como un dragón en Jeremías 51, 34 es un caso en el que los hebreos «interpretan acontecimientos contemporáneos por medio de un mito cosmogónico-heroico muy antiguo» de una batalla entre un héroe y un dragón.
Según los estudiosos, incluyendo a Neil Forsyth y John L. McKenzie, el Antiguo Testamento incorpora historias, o fragmentos de historias, de mitología extrabíblica.
De acuerdo con la New American Bible, una traducción de la Biblia católica producida por la Confraternidad de la Doctrina Cristiana, la historia de los nefilim en Génesis 6, 1-4 «aparentemente es un fragmento de una vieja leyenda que había sido tomado prestado de una mitología perdida muy antigua», y los «hijos de Dios» que se mencionan en este pasaje son «seres celestiales de mitología».
La New American Bible también dice que el salmo 93 alude a «un antiguo mito» en el que Dios se enfrenta a una personificación del mar.
Algunos investigadores han identificado la criatura bíblica Leviatán como un monstruo de la mitología cananea.
De acuerdo con Howard Schwartz, «el mito de la caída de Lucifer" existía en forma fragmentaria en Isaías 14, 12-20 y otra literatura judía antigua, Schwartz afirma que el mito se originó en «el antiguo mito cananeo de Athtar, que intentó gobernar el trono de Baal, pero que se vio obligado a descender y gobernar el inframundo en su lugar».
Algunos estudiosos han argumentado que la calmada, ordenada, y monoteísta historia de la creación en Génesis 1 puede ser interpretada como una reacción contra los mitos de la creación de otras culturas del Cercano Oriente:

Se podría [...] decir que esta historia fue escrito en respuesta a mitos de la creación de culturas cercanas [...] En otras mitologías del Cercano Oriente, el Sol y la Luna son dioses que tienen nombres y reglas. P. [es decir, la fuente textual de la que se extrae el primer verso del Libro del Génesis] habla de su creación en el cuarto día como simples luminarias sin nombre ni función, excepto para mantener el tiempo. [...] Mientras que en la Enûma Elish la tierra y sus habitantes son creados casi al azar, según sea necesario, Elohim crea un plan inalterable en mente.
David y Margaret Leeming

En relación con esta interpretación, David y Margaret Leeming describen al Génesis 1 como un «mito desmitificado», y John L. McKenzie afirma que el (o los) escritor(es) de Génesis 1 «han extirpado los elementos míticos» de su historia de la creación.

### Nuevo Testamento y el cristianismo primitivo
Según algunos estudiosos, la historia de Cristo contiene temas míticos como el descenso a los infiernos, el monomito heroico, y la «muerte de Dios» (ver más abajo la sección sobre «temas y modelos míticos»).
Algunos estudiosos han argumentado que el Libro del Apocalipsis incorpora imágenes de la mitología antigua. De acuerdo con la New American Bible, la imagen en Apocalipsis 12, 1-6 de una mujer embarazada en el cielo, amenazada por un dragón, «corresponde a un mito muy difundido en todo el mundo antiguo, en el que una diosa embarazada de un salvador fue perseguida por un monstruo horrible, por la intervención milagrosa, ella dio a luz un hijo, que entonces mató al monstruo mitológico»,
Bernard McGinn sugiere que la imagen de las dos bestias del Apocalipsis proviene de un «fondo mitológico» que implica las figuras del Leviatán y Behemot.
Las epístolas pastorales contienen denuncias de «mitos» (muthoi). Esto puede indicar que la mitología gnóstica o rabínica era popular entre los primeros cristianos, para los que las epístolas fueron escritas y que el autor de las epístolas «estaba tratando de resistirse a estas mitologías».
Los Oráculos sibilinos contienen predicciones de que el fallecido emperador romano Nerón, famoso por sus persecuciones, podría volver algún día, como la figura del Anticristo. Según Bernard McGinn, estas partes de los oráculos fueron escritas probablemente por un cristiano y se incorporan «al lenguaje mitológico» al describir el retorno de Nerón.

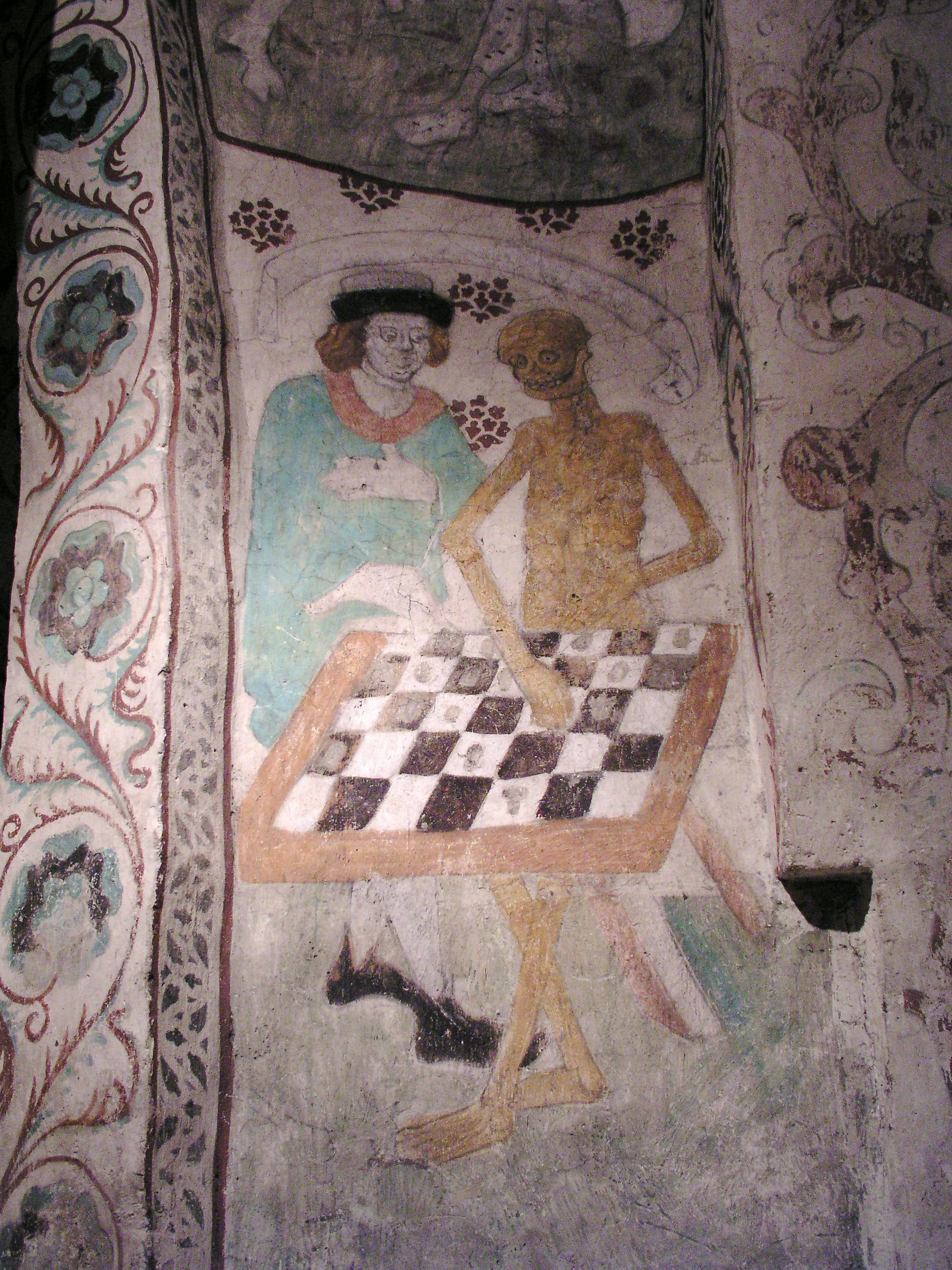
Pintura medieval de la muerte jugando ajedrez, en la iglesia de Taby (Suecia).

### Edad Media
Según Mircea Eliade, la Edad Media fue testigo de «un afloramiento del pensamiento mítico» en el que cada grupo social tiene sus propias «tradiciones mitológicas».
A menudo, una profesión tenía su propio «mito de origen», que establece los modelos para los miembros de la profesión a imitar, por ejemplo, los caballeros intentaron imitar a Lancelot o Parsifal.
Los troveros medievales desarrollaron una «mitología de la mujer y del amor», que incorpora elementos cristianos, pero, en algunos casos, era contraria a la enseñanza oficial de la iglesia.
George Every incluye un análisis de las leyendas medievales en su libro Christian Mythology, Algunas leyendas medievales elaboradas a partir de las vidas de figuras cristianas como Cristo, la Virgen María y los santos. Por ejemplo, una serie de leyendas describen acontecimientos milagrosos relacionados con el nacimiento de María y su matrimonio con José.
En muchos casos, la mitología medieval parece haber heredado elementos de los mitos de dioses y héroes paganos.
De acuerdo con Every, un ejemplo puede ser «el mito de San Jorge» y otras historias de santos que luchan contra dragones, que fueron «modeladas, sin duda, en muchos casos, de antiguas representaciones del creador y preservando un mundo en combate contra el caos».
Eliade señala que algunas «tradiciones mitológicas» de caballeros medievales, es decir, el ciclo artúrico y el tema del Grial, combinan un barniz de cristianismo con la tradición celta con respecto al Otro Mundo.
De acuerdo con Lorena Laura Stookey, muchos académicos ven un vínculo entre las historias de la «mitología celta-irlandesa» acerca de los viajes al otro mundo en busca de un caldero de rejuvenecimiento y los relatos medievales de la búsqueda del Santo Grial.
Según Eliade, «los mitos escatológicos» llegaron a ser prominentes en la Edad Media «durante ciertos movimientos históricos».
Estos mitos escatológicos aparecieron «en las Cruzadas, en los movimientos de un Tanchelm y en Eón de la Estrella, en la elevación de Federico II al rango de Mesías, y en muchas otras colectividades mesiánicas, fenómenos utópicos y prerrevolucionarios».
Un mito escatológico importante, presentado por la teología de la historia de Gioacchino da Fiore, fue el «mito de una inminente tercera edad que renovará y completará la historia» en un «reinado del Espíritu Santo», este «mito joaquiniano» influyó en una serie de movimientos mesiánicos que surgieron en la tardía Edad Media.

### Renacimiento y la Reforma
Durante el Renacimiento, surgió una actitud crítica que distingue claramente entre la Tradición apostólica y la de la que George Every llama «mitología subsidiaria» ―populares leyendas en torno a los santos, reliquias, la cruz, etc.― suprimidas posteriormente.

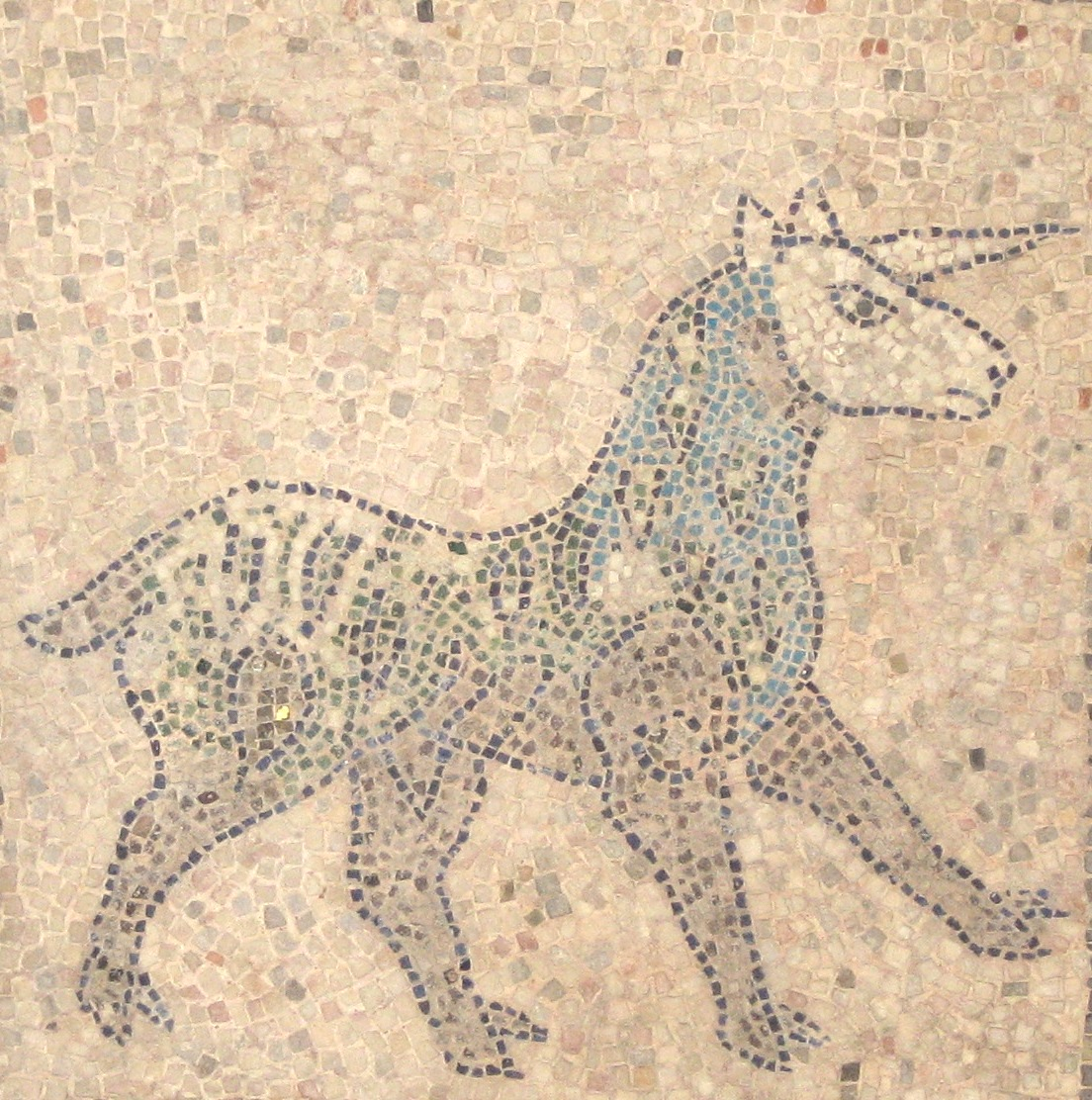
Mosaico de un unicornio en el suelo de una iglesia de 1213 en Rávena (Italia).

Las obras de los escritores del Renacimiento incluyen y amplían a menudo historias cristianas y no cristianas, como las de la creación y la Caída. Rita Oleyar describe a estos escritores como «en general, respetuosas y fieles a los mitos primigenios, pero llenas de sus propios puntos de vista sobre la naturaleza de Dios, el hombre y el universo».
Un ejemplo es El paraíso perdido de John Milton, una «elaboración épica de la mitología judeocristiana» y también una «verdadera enciclopedia de los mitos de la tradición griega y romana».
Según Cynthia Stewart, durante la Reforma, los reformadores protestantes usaron «los mitos fundadores del cristianismo» para criticar la Iglesia de su tiempo.
Every argumenta que «el menosprecio del mito en nuestra propia civilización» deriva en parte de las objeciones a la idolatría percibido, las objeciones que se intensificaron en la Reforma, tanto entre los protestantes y los católicos reaccionaron en contra de la mitología clásica revivida durante el Renacimiento.

### Ilustración
Los Philosophes de la Ilustración utilizaron las críticas del mito como un vehículo para las críticas vedadas hacia la Biblia y la Iglesia.
De acuerdo con Bruce Lincoln, los philosophes «hicieron irracional el sello distintivo del mito y constituyeron una filosofía, en lugar del kerigma cristiano, como el antídoto contra el discurso mítico. implícitamente, el cristianismo podría aparecer como un ejemplo más reciente, poderoso y peligroso del mito irracional».

### Edad Moderna
Algunos analistas han clasificado una serie de trabajos de fantasía moderna como «mitos cristianos» o «mitopoeia cristiana». Algunos ejemplos incluyen la trabajos de ficción de C. S. Lewis, Madeleine L'Engle, J. R. R. Tolkien, y George MacDonald.
En The eternal Adam and the new world garden, escrito en 1968, David Noble sostuvo que la figura Adán había sido «el mito central de la novela estadounidense desde 1830».
A modo de ejemplo, cita las obras de Cooper, Hawthorne, Melville, Twain, Hemingway y Faulkner.

## Temas y modelos míticos

### Ascenso de la montaña

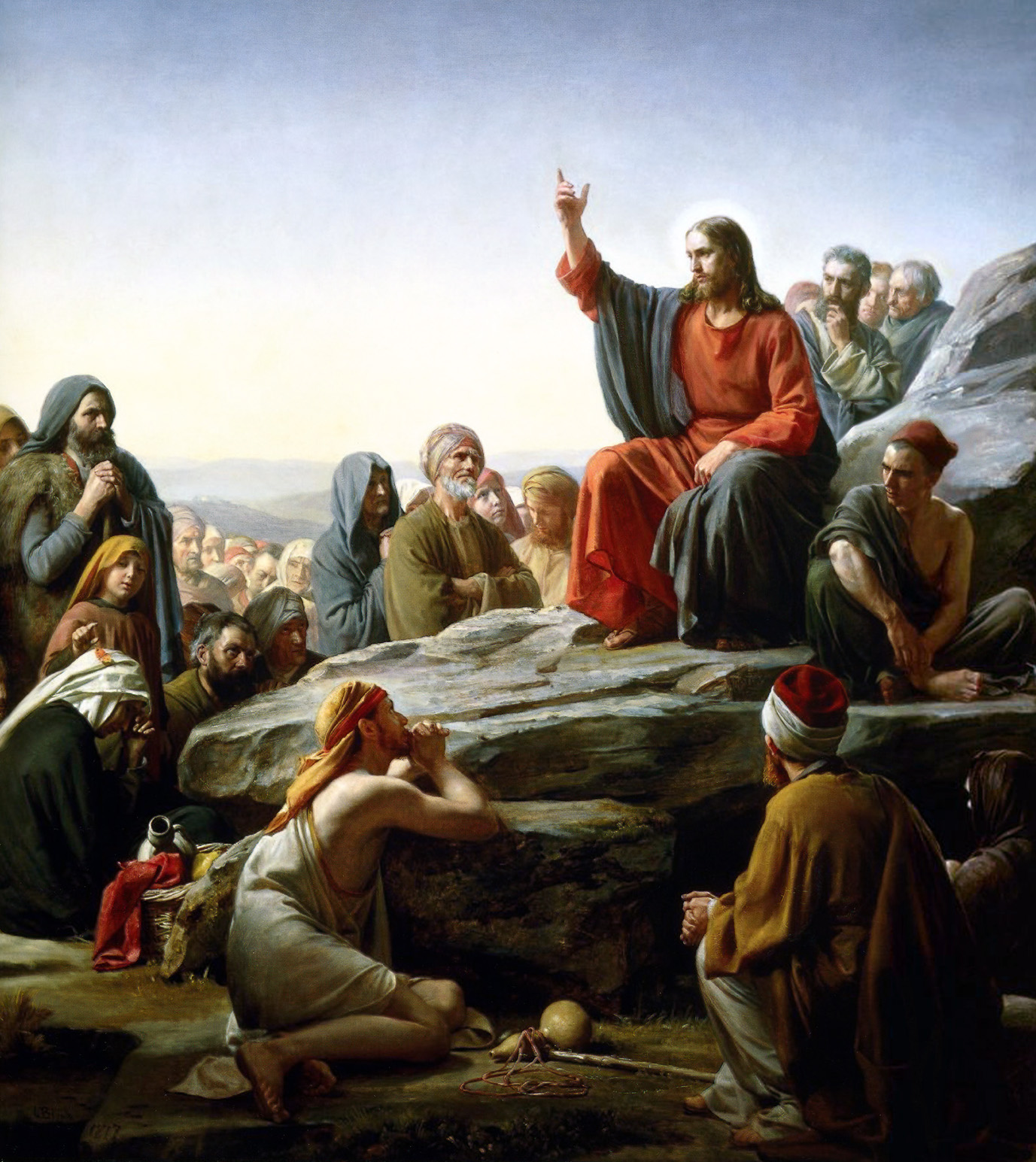
Sermón en la montaña. Pintada por Carl Bloch

Según Lorena Laura Stookey, muchos mitos tienen montañas sagradas como los sitios de revelaciones: «En el mito, el ascenso de la montaña sagrada es un viaje espiritual, con la promesa de purificación, la perspicacia, la sabiduría o el conocimiento de lo sagrado».
Como ejemplos de este tema, Stookey incluye la revelación de los Diez Mandamientos en el Monte Sinaí, el ascenso de Cristo a una montaña para pronunciar su sermón de la montaña, y la ascensión de Cristo al cielo desde el Monte de los Olivos.

### Axis mundi
Muchas mitologías implican un «centro mundial», que es a menudo el lugar sagrado de la creación, este centro suele adoptar la forma de un árbol, montaña, u otro objeto vertical, que sirve como un axis mundi o eje del mundo.
Varios estudiosos han conectado la historia cristiana de la crucifixión en el Gólgota con este tema de un centro cósmico. En su Creation Myths of the World, David Leeming sostiene que, en la historia cristiana de la crucifixión, la cruz sirve como «el axis mundi, el centro de una nueva creación».
Según una tradición conservada en el folklore Cristiano del Este, Gólgota fue la cumbre de la montaña cósmica en el centro del mundo y el lugar donde Adán había sido creado y enterrado. De acuerdo con esta tradición, cuando Cristo es crucificado, su sangre cae en el cráneo de Adán, enterrado al pie de la cruz, y lo redime.
George Every discute la conexión entre el centro cósmico y del Gólgota en su libro Mitología cristiana, tomando nota de que la imagen del cráneo de Adán bajo la cruz aparece en muchas representaciones medievales de la crucifixión.
En Creation Myths of the World, Leeming sugiere que el Jardín del Edén también puede ser considerado un centro mundial.

### Mito del Combate
Muchas religiones del Cercano Oriente incluyen una historia sobre una batalla entre un ser divino y un dragón o monstruo que represente el caos, un tema que se encuentra, por ejemplo, en el Enûma Elish. Algunos estudiosos llaman a esta historia del «mito del combate».
Varios estudiosos han argumentado que los antiguos israelitas han incorporado el mito del combate en su imaginario religioso, como las figuras de Leviatán y Raab, la Canción del Mar, Isaías 51, 9-10 describe la liberación de Dios de su pueblo de Babilonia, y las representaciones de los enemigos como el Faraón y Nabucodonosor.
La idea de Satanás como adversario de Dios pudo haberse desarrollado bajo la influencia del mito del combate.
Los estudiosos han sugerido también que el libro del Apocalipsis usa imágenes del mito del combate en sus descripciones del conflicto cósmico.

### Descenso a los infiernos

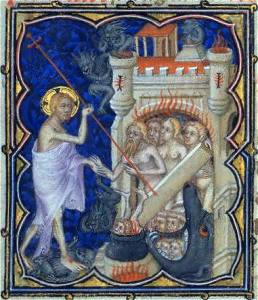
El descenso a los infiernos y los demonios, representado en Las pequeñas horas de Jean de Berry, del siglo XIV. Manuscrito ilustrado

Según la tradición cristiana, Cristo descendió al infierno después de su muerte, con el fin de liberar a las almas allí, este evento es conocido como el Descenso a los infiernos. Esta historia se narra en el Evangelio de Nicodemo y puede ser el significado de 1 Pedro 3, 18-22.
De acuerdo con David Leeming, escribiendo enThe Oxford Companion to World Mythology, el descenso a los infiernos es un ejemplo del descenso del héroe al inframundo, que es común en muchas mitologías.

### Muerte de Dios
Muchos mitos, en particular de Oriente Próximo, tienen un dios que muere y resucita; esta figura es a veces llamada la «muerte del dios».
Un estudio importante de esta figura es La rama dorada de James George Frazer, que traza el tema de la muerte del dios a través de un gran número de mitos.
El dios que muere a menudo se asocia con la fertilidad.
Un número de expertos, incluyendo a Frazer, han sugerido que la historia de Cristo es un ejemplo del tema de la «muerte de Dios».
En el artículo «La muerte de Dios», en The Oxford Companion to World Mythology, David Leeming señala que Cristo puede ser visto como trayendo fertilidad, aunque esta es de tipo espiritual en lugar de tipo físico.
En su homilía de Corpus Christi en 2006, el papa Benedicto XVI señaló la similitud entre la historia cristiana de la resurrección y la de los mitos paganos de dioses muertos y resucitados: «En estos mitos, el alma de un humano, en cierto modo, extiende la mano hacia ese Dios hecho hombre, que ―humillado hasta la muerte en una cruz― de esta manera abrió la puerta de la vida para todos nosotros».

### Mitos de inundaciones
Muchas culturas tienen mitos acerca de una inundación que limpia el mundo para preparar el renacimiento.
Estas historias aparecen en cada continente habitado en la tierra.
Un ejemplo es la historia bíblica de Noé.
En The Oxford Companion to World Mythology, David Leeming señala que, en la historia de la Biblia, al igual que en otros mitos de la inundación, esta marca un nuevo comienzo y una segunda oportunidad para la creación y la humanidad.

### Mitos fundadores
Según Sandra Frankiel, los registros de «la vida y la muerte de Jesús, sus actos y palabras» proporcionan los «mitos fundadores» del cristianismo.
Frankiel afirma que estos mitos fundadores son «estructuralmente equivalentes» a los mitos de la creación de otras religiones, porque son «el eje en torno al cual la religión se convierte y al cual retorna», establecer el «significado» de la religión y las «prácticas y actitudes esenciales cristianas».
Tom Cain utiliza la expresión «mitos fundadores» de manera más general, para abarcar historias como las de la Guerra en el Cielo y la caída del hombre, de acuerdo con Caín, «las desastrosas consecuencias de la desobediencia» es un tema generalizado en los mitos fundadores cristianos.

Un gráfico esbozando la descripción de Joseph Campbell del monomito heroico.

### Mitos de héroes
En su influyente obra The Myth of the Birth of the Hero, Otto Rank sostuvo que el nacimiento de muchos héroes míticos siguen un patrón común. Rank incluye la historia del nacimiento de Cristo como un ejemplo representativo de este modelo.
Según Mircea Eliade, un tema mítico generalizado asocia héroes con la muerte de dragones, un tema que Eliade remonta a «el muy antiguo mito cosmogónico-heroico» de una batalla entre un héroe divino y un dragón.
Cita la leyenda cristiana de San Jorge como un ejemplo de este tema.
Un ejemplo de la Baja Edad Media es Dieudonné de Gozon, tercer Gran Maestro de los Caballeros de Rodas, famoso por matar al dragón de Malpasso. Eliade escribe:

La leyenda, como era natural, le otorgó atributos a san Jorge, famoso por su lucha victoriosa con el monstruo. [...] En otras palabras, por el simple hecho de que se le consideraba como un héroe, de Gozon fue identificado con una categoría, un arquetipo, que [...] lo equipó con una biografía mítica de la que era imposible omitir el combate con un monstruo reptiliano.
Mircea Eliade

En la Oxford Companion to World Mythology, David Leeming lista a Moisés, Jesús y el Rey Arturo, como ejemplos del «monomito heroico», llamando a la historia de Cristo, «un ejemplo muy completo de el monomito heroico».
Leeming se refiere a la resurrección como una parte común del monomito heroico, en la que los héroes son resucitados, a menudo como fuentes de «alimento material y espiritual para su pueblo»; en este contexto, Leeming toma nota de que los cristianos se refieren a Jesús como el «pan de vida».
En términos de valores, Leeming contrasta el mito de Jesús con los mitos de otros «héroes cristianos como san Jorge, Roldán, el Cid, e incluso el rey Arturo», los últimos mitos heroicos, Leeming argumenta que reflejan la supervivencia de los valores heroicos de tiempos precristianos, «valores de dominación militar y diferenciación cultural y hegemonía», más que los valores expresados en la historia de Cristo.

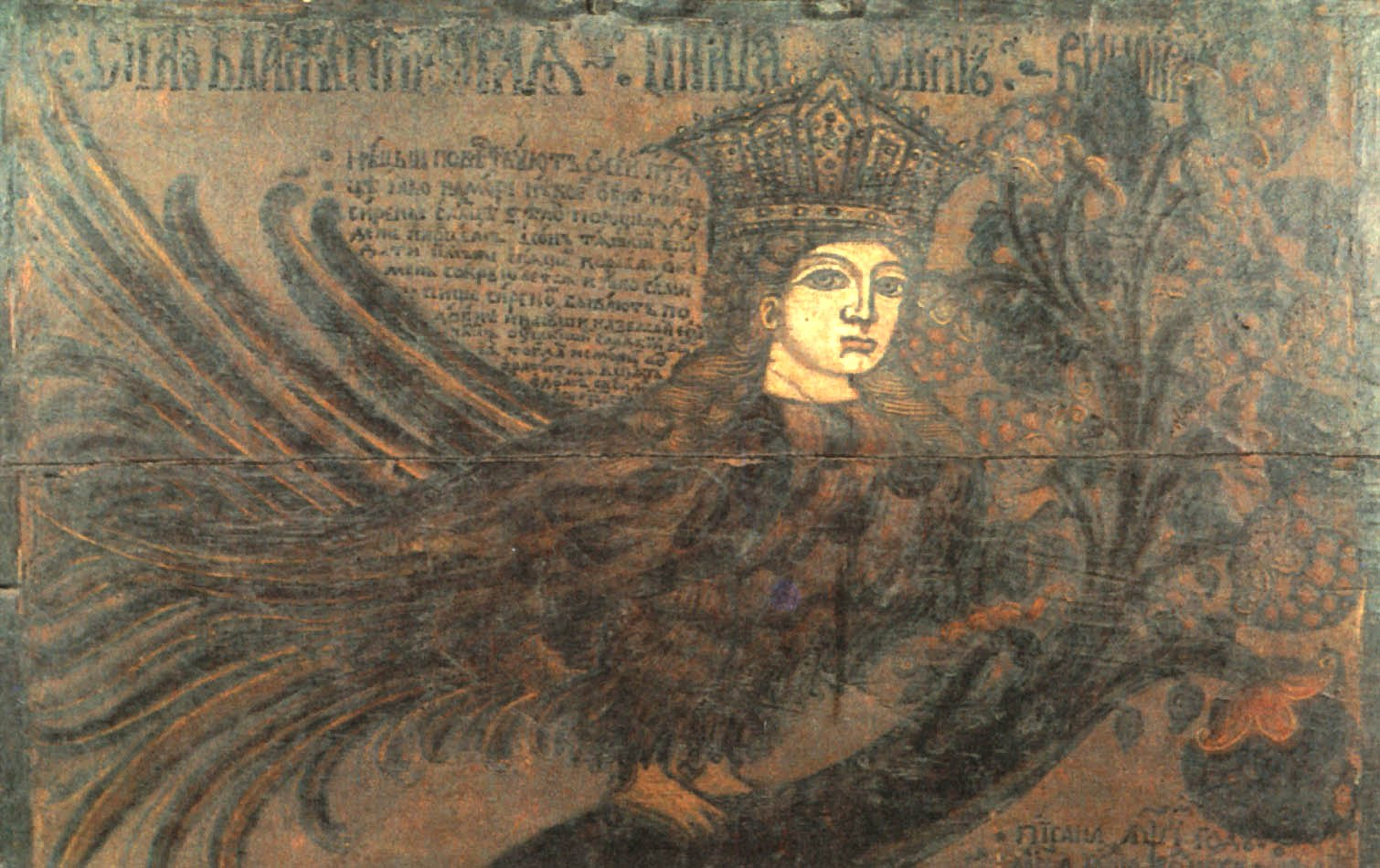
Los pomor representan a menudo a las sirin en las ilustraciones del libro del Génesis como pájaros que se sientan en los árboles del paraíso. Ilustración de 1710.

### Paraíso
Muchos sistemas religiosos y mitológicos contienen mitos acerca de un paraíso. Muchos de estos mitos implican la pérdida de un paraíso que existía en el principio del mundo. Algunos estudiosos han visto en la historia del Jardín del Edén, una instancia de este tema general.

### Sacrificio
El sacrificio es un elemento en muchas tradiciones religiosas y, a menudo representado en los mitos. En The Oxford Companion to World Mythology, David Leeming muestra la historia de Abraham e Isaac y el relato de la muerte de Cristo como ejemplos de este tema.
Wendy Doniger describe los relatos de los evangelios como una meta-mito en el que Jesús se da cuenta de que él es parte de un «nuevo mito [...] de un hombre que se sacrifica en el odio», pero «ve el mito interno, el viejo mito de los orígenes y la aceptación, el mito de un dios que se sacrifica en el amor».

### Ángeles

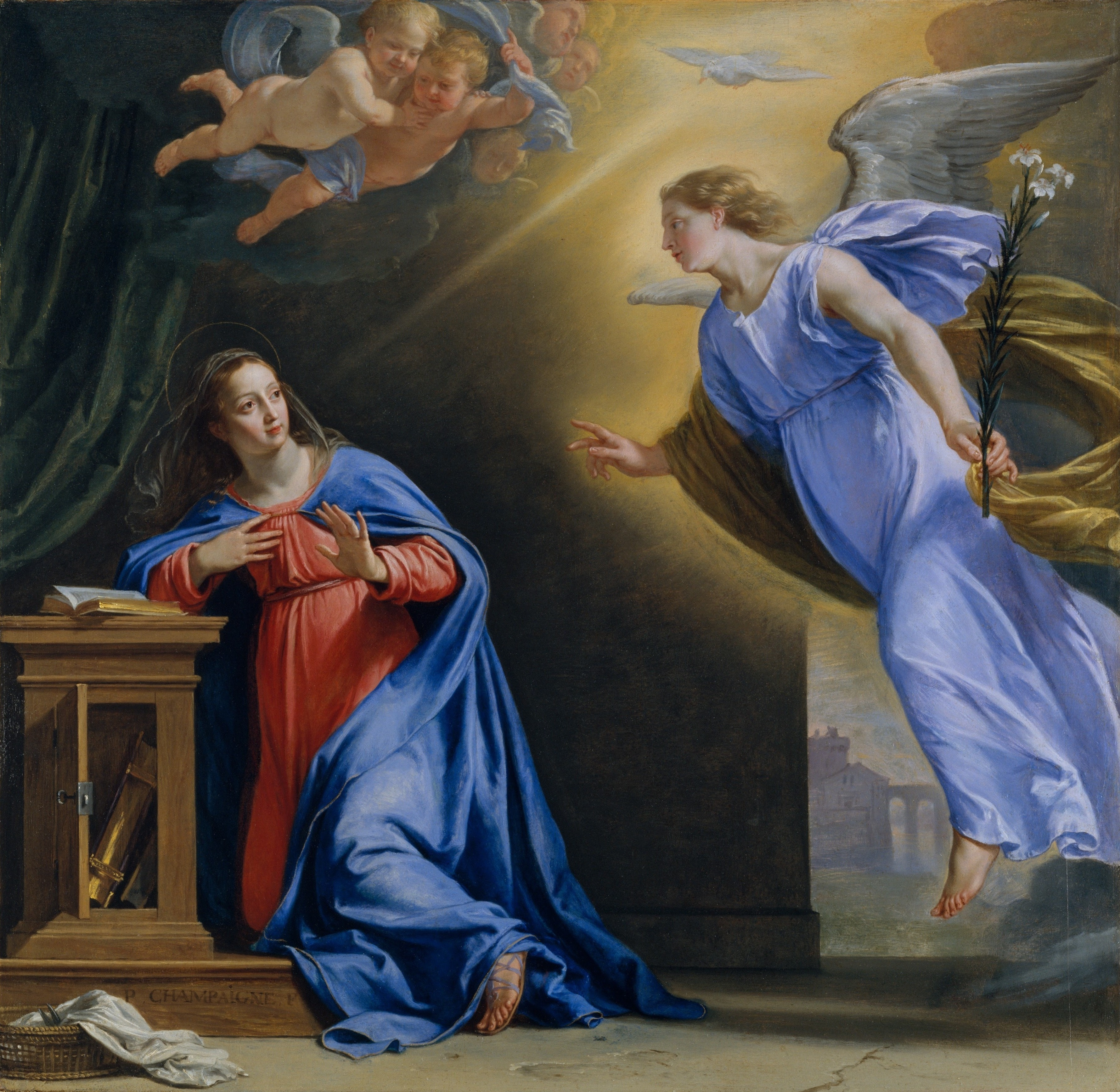
El arcángel Gabriel anunciando a la virgen María su concepción.

La visión cristiana de los ángeles es una de las partes más importantes de su mitología, teniendo historias que van desde lo que harán en el apocalipsis, hasta la rebelión de Satanás contra Dios, siendo estas dos las dos historias principales y más características de la mitología cristiana, si bien las muchas otras que hay son producto de la mezcla del cristianismo con otras religiones, como el Vudú y otras religiones caribeñas y africanas, que usan estas historias en sus rituales y que pueden clasificarse como cristianizaciones de su mitología original.
Si bien la Biblia habla poco sobre ellos y mayoritariamente solo nombra a tres, que son Miguel, Gabriel y Rafael, hay una multitud de ángeles en la mitología cristiana, que se extienden a prácticas como el tarot, umbanda y otras religiones brasileñas, el ocultismo y tienen una gran importancia tanto simbólica como mística en la alquimia. Pero su gran número, el simbolismo que los rodea, y la visión que algunas personas tienen de ellos, como una suerte de semidioses, se debe más a la Torá que a la Biblia.

## Las actitudes respecto al tiempo

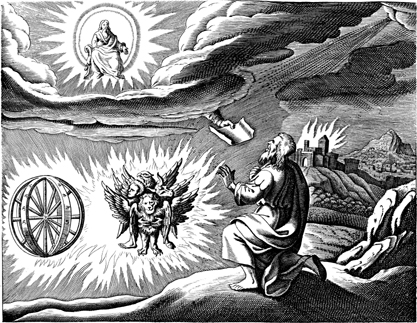
Una representación tradicional de los querubines y la visión del carro, basada en la descripción de Ezequiel.

Según Mircea Eliade, muchas sociedades tradicionales tienen un sentido cíclico del tiempo, periódicamente recreando acontecimientos míticos.
A través de esta representación, estas sociedades alcanzan un «eterno retorno» a la edad mítica.
Según Eliade, el cristianismo conserva un sentido del tiempo cíclico, a través de la conmemoración ritual de la vida de Cristo y la imitación de las acciones de Cristo; Eliade llama a este sentido del tiempo cíclico «un aspecto mítico» del cristianismo.
Sin embargo, el pensamiento judeocristiano también hace una «innovación de mayor importancia», dice Eliade, ya que comprende la noción del tiempo lineal, histórico; en el cristianismo, «el tiempo ya no es [sólo] el tiempo circular del eterno retorno; se ha convertido en un tiempo lineal e irreversible».
Resumiendo declaraciones de Eliade sobre este tema, Eric Rust escribe: «Una nueva estructura religiosa llegó a estar disponible. En la tradición judeocristiana, las religiones judaísmo, cristianismo y el islam, la historia se toma en serio, y la línea de tiempo es aceptada. [...] El mito cristiano da tiempo a un comienzo en la creación, un centro en el acontecimiento de Cristo y el fin en la consumación final».
Heinrich Zimmer también toma nota del énfasis del cristianismo en el tiempo lineal, él atribuye este énfasis específicamente a la influencia de la teoría de San Agustín de la historia.
Zimmer no describe explícitamente la concepción cíclica del tiempo como mítica por sí misma, aunque señala que con esta concepción «cabe subrayar la mitología hinduista».
Neil Forsyth escribe que «lo que distingue a los sistemas religiosos judíos y cristianos [...] es que se eleve, a la condición sagrada, los relatos de mitos que se sitúan en el tiempo histórico».

## Legado

### Los conceptos de progreso
Según Carl Mitcham, «la mitología cristiana de progreso hacia la salvación trascendente» creó las condiciones para las ideas modernas del progreso científico y tecnológico.
Hayden White describe «el mito del progreso», como la «contraparte secular ilustrada» del «mito cristiano».
Reinhold Niebuhr describió la idea moderna de progreso ético y científico como «realmente una versión racionalizada del mito cristiano de la salvación».

### Las ideas políticas y filosóficas
Según Mircea Eliade, el «mito medieval del joaquinismo [...] de la renovación universal en un futuro más o menos inminente» ha influido en varias teorías modernas de la historia, tales como las de Lessing (que compara explícitamente sus puntos de vista a los de «entusiastas» medievales), Fichte, Hegel y Schelling, y también ha influido en una serie de escritores rusos.
Llama al marxismo «un verdadero ideología mesiánica judeocristiana». Eliade escribe que el marxismo «asume y lleva a cabo uno de los grandes mitos escatológicos del Medio Oriente y el mundo mediterráneo, a saber: la parte redentora que ha de desempeñar el Justo (el elegido, el ungido, el inocente, los misioneros, en nuestros días, el proletariado), cuyos sufrimientos se invocan para cambiar el estatuto ontológico del mundo».
En su artículo «La mitología cristiana del socialismo», Will Herberg argumenta que el socialismo hereda la estructura de su ideología de la influencia de la mitología cristiana en el pensamiento occidental.
En The Oxford Companion to World Mythology, David Leeming afirma que las ideas mesiánicas judeocristianas han influido en el siglo XX en los sistemas totalitarios, citando el comunismo soviético como ejemplo.
Según Hugh S. Pyper, los bíblicos «mitos fundadores del éxodo y el exilio, es como leer historias en las que se forja una nación al mantener su pureza ideológica y racial en la cara de un gran poder opresor», escribió «la retórica del nacionalismo en toda la historia de Europa», sobre todo en los países protestantes y pequeñas naciones.

## Personajes y conceptos
- Ángeles, arcángeles y serafines
- Lucifer
- Abadón
- Ánima Sola
- Árboles del Paraíso
- Fruto prohibido
- Serpiente del Jardín del Edén
- Las bestias del apocalipsis
- Ramera de Babilonia
- Jinetes del Apocalipsis
- Falso profeta
- Anticristo
- Lago de fuego
- Libro de la vida
- Judío errante
- Angeles caídos